# 위구르어

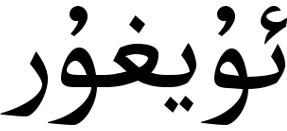

위구르어(ئۇيغۇرچە uyğurçä [ʊjʁʊrˈtʃɛ])는 위구르족이 사용하는 언어이다.
튀르크어족의 카를루크어파에 속하며, 같은 카를루크어파에 속하는 우즈베크어와 의사소통이 가능하다. 투르키스탄은 파미르 고원을 기준으로 동투르키스탄과 우즈베키스탄이 속하는 서투르키스탄으로 나뉘는데, 이후 각각 중국과 소련의 지배를 거치며 개별적인 언어로 발전하게 되었다. 중국 북서부 신장 위구르 자치구에서 사용된다. 키르키즈스탄과 우즈베키스탄의 위구르족이 언어나 문화적으로 유사한 우즈벡 민족에 흡수되거나 동화됨에 따라 현대 위구르어의 연구는 신장 위구르인들에 의해 주도되고 있다.
위구르어는 위구르식의 페르시아-아랍 문자로 표기되는 튀르크어이다. 사용자는 800만~1,300만 명이며 주로 중국 서부 신장 위구르 자치구의 위구르족이 사용한다.
다른 많은 튀르크어와 마찬가지로 위구르어는 모음 조화와 교착성을 나타내며 명사 종류나 문법적 성별이 없으며 주어-목적어-동사(SOV) 어순을 따르는 좌분기 언어이다. 보다 명확하게 말하면 위구르어의 음운에는 특히 북부 방언의 모음 축소 및 움라우트가 포함된다. 위구르어는 다른 튀르크 언어 외에도 역사적으로 아랍어와 페르시아어의 영향을 많이 받았으며, 최근에는 러시아어와 중국어의 영향을 많이 받고 있다.

## 역사
이름과 달리 위구르어는 위구르 카간국에서 사용되던 고대 위구르어에서 직접적으로 유래한 언어가 아니며, 카라한 칸국의 언어를 이어받은 차가타이 칸국의 차가타이어에서 유래했다. 이 계통은 언어학계에서 카를루크어파라고 불리며 위구르어 외에는 우즈베크어가 여기에 속한다. 한편 고대 위구르어의 실제 후계 언어는 오늘날 간쑤성의 일부 위구족이 사용하는 소수 언어인 서부 유구르어로 추정되고 있다.
중세에 위구르인들은 자신들의 민족이나 언어를 "위구르"라고 부르지 않았으며 단순히 "투르키"나 "카슈가르" 등으로 불렀다. 근대에 위구르라는 이름은 소련의 민족학자 세르게이 말로프 등에 의해 "동투르키어"를 지칭하는 데 다시 차용되어 위구르어라는 이름이 확립되게 되었다.

## 표기
수정된 아랍 문자에서 파생된 페르시아식 문자 체계가 중국 위구르족 사이에서 가장 일반적이고 유일한 표준이지만, 다른 문자 체계도 보조 및 역사적 목적으로 사용된다. 대부분의 아랍어 파생 문자들과 달리 위구르 아랍 알파벳에서는 20세기에 만들어진 원래 페르시아 아랍 문자의 수정에 따라 모든 모음이 반드시 표시된다.
두가지의 라틴 알파벳 체계와 한가지의 키릴 문자 체계도 사용되지만 그 정도는 훨씬 적다. 라틴 문자 기반의 위구르어 알파벳과 아랍 문자 기반의 위구르어 알파벳은 각각 32자이다. 한편 위구르 키릴 문자는 또한 두 개의 요오테이션 모음 문자(Ю 및 Я)를 사용한다.

### 문자
| 아랍 문자 | 라틴 문자 | 키릴 문자 | IPA |    | 아랍 문자 | 라틴 문자 | 키릴 문자  | IPA |
| --------- | --------- | --------- | --- | -- | --------- | --------- | ---------- | --- |
| ئا        | A a       | А а       | /a/ |    | ق         | Q q K̡ k̡   | Қ қ        | /q/ |
| ئە        | E e Ə ə   | Ә ә       | /æ/ | ك  | K k       | К к       | /k/        |     |
| ب         | B b       | Б б       | /b/ | ڭ  | Ng ng     | Ң ң       | /ŋ/        |     |
| پ         | P p       | П п       | /p/ | گ  | G g       | Г г       | /ɡ/        |     |
| ت         | T t       | Т т       | /t/ | ل  | L l       | Л л       | /l/        |     |
| ج         | J j       | Җ җ       | /ʤ/ | م  | M m       | М м       | /m/        |     |
| چ         | C̈ c̈ Q q   | Ч ч       | /ʧ/ | ن  | N n       | Н н       | /n/        |     |
| خ         | X x H h   | Х х       | /x/ | ه  | H h H̡ h̡   | Х х       | /h/        |     |
| د         | D d       | Д д       | /d/ | ئو | O o       | О о       | /o/        |     |
| ر         | R r       | Р р       | /r/ | ئۇ | U u       | У у       | /u/        |     |
| ز         | Z z       | З з       | /z/ | ئۆ | Ö ö Ɵ ɵ   | Ө ө       | /ø/        |     |
| ژ         | Z̈ z̈ Z̡ z̡   | Ж ж       | /ʒ/ | ئۈ | Ü ü       | Ү ү       | /y/        |     |
| س         | S s       | С с       | /s/ | ۋ  | V v       | В в       | /v/        |     |
| ش         | S̈ s̈ X x   | Ш ш       | /ʃ/ | ئې | É é E e   | Е е/Э э   | /e/        |     |
| غ         | Ğ ğ Ƣ ƣ   | Ғ ғ       | /ʁ/ | ئى | I i       | И и/Ы ы   | /i/ or /ɨ/ |     |
| ف         | F f       | Ф ф       | /f/ | ي  | Y y       | Й й       | /j/        |     |